# Virgilio Llanos Manteca
Virgilio Llanos Manteca (Zafra (Extremadura), 1896-Moscou, 2 d'abril de 1973) va ser un apuntador teatral, polític i militar espanyol. Marit de l'actriu Paquita Más.

## Biografia
Nascut a Zafra el 1896, abans de la guerra havia treballat com a apuntador de teatre.
Després de l'esclat de la guerra civil es va unir a les milícies republicanes. Membre del Partit Socialista Unificat de Catalunya (PSUC) i de la UGT, va ser comissari polític de l'expedició republicana que va desembarcar a Mallorca, i més tard ho seria en la columna «López-Tienda» que va prendre part en la defensa de Madrid. Avançada la contesa, seria comissari polític del XII Cos d'Exèrcit. Va arribar a declarar com a testimoni durant el procés judicial contra els líders del POUM. Al març de 1939, en els últims dies la guerra, va acompanyar a les forces republicanes que van aixafar la revolta profranquista de la base naval de Cartagena.
Al final de la contesa es va exiliar a la Unió Soviètica al costat d'altres militants comunistes. Va morir a Moscou en 1973.